# Größnitz
Größnitz – dzielnica gminy Balgstädt w Niemczech, w kraju związkowym Saksonia-Anhalt, w powiecie Burgenland, w gminie związkowej Unstruttal.
Do 30 czerwca 2009 Größnitz było samodzielną gminą.

## Geografia
Größnitz leży na północny zachód od Naumburg (Saale).